# Cacharpaya
La Cacharpaya (voz quechua que significa acto y efecto de despedir o despedirse), también conocida como Kacharpaya,  es la despedida de las fiestas que se realiza en el último día. Ligado con la celebración festiva, la cacharpaya también es una danza y un género musical.
La fiesta de la cacharpaya se realiza en los pueblos andinos, entre algunas comunidades aymaras y sobre todo entre los quechuas de Sudamérica, como Bolivia, Argentina, Chile y Perú. Se desarrolla la cacharpaya en todo tipo de fiestas, ya sean familiares, sociales o religiosas, comenzando con la despedida de algún familiar o amigo que se ausenta a otro lugar, o que va en peregrinación a algún santuario; y asimismo para finalizar las fiestas religiosas y sociales.
En la fiesta del carnaval, la cacharpaya se realiza para finalizar los festejos como despedida de la virginidad, según las regiones y las costumbres, el miércoles de ceniza o el domingo siguiente al final del carnaval. Se festeja en las provincias del noroeste de Argentina, Bolivia, Chile y Perú.
Se caracteriza por ser un carnaval donde las mujeres y hombres realizan un baile.
La cacharpaya, Entierro de la virginidad (en el noroeste argentino): El entierro se realiza en medio de una gran algarabía popular, y consiste en colocar en un foso un muñeco generalmente de mal aspecto y mal vestido (otras veces se colocan alimentos y otras ofrendas), que luego se cubre con tierra.